# Bitwa pod Mile Hill
Bitwa pod Mile Hill – potyczka kawalerii na północ od Leesburga w Wirginii podczas Wojny secesyjnej, zakończona zwycięstwem Konfederatów. Była to pierwsza bitwa Kampanii Marylandzkiej. Bitwa ta z sukcesem oczyściła region z wojsk Unii, pozwalając generałowi Lee na rozpoczęcie inwazji na Maryland i przekroczenie Potomaku.

## Tło
Po nieudanej próbie zniszczenia Armii Wirginii w bitwie o Ox Hill i II bitwie nad Bull Run pomimo zwycięstwa w tej drugiej, Robert E. Lee chciał wkroczyć do Hrabstwa Loundon, by zreorganizować armię, po czym najechać Maryland. W tym czasie hrabstwo Loudoun było okupowane przez wojska federalne działające z garnizonu Unii w Harpers Ferry. W związku z tym kawaleria J.E.B. Stuarta została wysłana z wyprzedzeniem, aby osłonić ruchy armii i oczyścić Loudoun z oporu wroga. W tym celu 1 września 2. Regiment Kawalerii Wirginii pod dowództwem płk. Thomasa T. Munforda został przydzielony do zajęcia miasta Leesburg i przepraw przez rzekę w jego pobliżu.

## Bitwa
Przybywając na miejsce niezauważonym, Munford zauważył, że siły są mniej więcej wyrównane. Postanowił działać. Rozdzielił swych ludzi, kazał części swoich wojsk udać się na północ, zaś resztą wkroczyć do Leesburga od wschodu. Wkrótce Munford ruszył do ataku, zaskakując Cole’a. Ten postanowił się wycofać z miasta na północ, wiedząc, że gdyby doszło do starć na ulicach Leesburga, jego mieszkańcy pomogliby Konfederatom. Cole sformował linię na zachodniej stronie drogi. Żołnierze Munforda zatrzymali się przed nimi, formując szyk pośród stosów pszenicy po wschodniej stronie drogi. Widząc pozornie niewielki rozmiar sił uderzeniowych południowców, Cole zarządził kontratak. Wpadł on w pułapkę Munforda, której to kleszcze się zamknęły nad wojskami północy. Kawaleria Konfederacji, przy mrożącym krew w żyłach okrzyku Rebel Yell zaczęła szarżować przeciwko wojskom federalnym. Niespodziewany atak zaskoczył Unionistów, których linie obrony się załamały. Resztki ich sił uciekły na zachód, w stronę Waterford

## Po bitwie
Leesburg został zajęty, a przeprawa dla Armii Północnej Wirginii była zabezpieczona. Zwycięstwo w tej bitwie umożliwiło przeprawę przez Potomak oraz wkroczenie do stanu Maryland.